# پیتر گادفری
پیتر گادفری (انگلیسی: Peter Godfrey؛ ۱۶ اکتبر ۱۸۹۹ – ۴ مارس ۱۹۷۰) یک هنرپیشه، و کارگردان اهل بریتانیا بود.
از فیلم‌ها یا برنامه‌های تلویزیونی که وی در آن نقش داشته است می‌توان به دکتر جکیل و آقای هاید اشاره کرد.